# Сивикьян, Сергей Арменакович
Сергей Арменакович Сивикьян (11 января 1925 — 9 мая 1971) — сапёр-разведчик 674-й сапёрный батальон, 394-я стрелковая дивизия, 46-я армия, 3-й Украинский фронт. Кавалер ордена Славы трёх степеней.

## Биография
Родился 11 января 1925 года в городе Майкоп (ныне — Республика Адыгея) в семье рабочего. Армянин. Член КПСС с 1944 года. Окончил 7 классов Белореченской средней школы им. А. С. Пушкина. Поступил в Кропоткинскую школу № 2 фабрично-заводского обучения. В Армии с 12 февраля 1943 года. Прошёл подготовку на сапёра-минёра в 235-м запасном полку при 46-й армии. На фронте в действующей армии с апреля 1943 года.

## Подвиг
Командир отделения 674-го отдельного сапёрного батальона 394-й стрелковой дивизии, 46-я армия, 3-й Украинский фронт) младший сержант Сивикья с отделением в полосе 808-го стрелкового полка с 5 по 8 ноября 1943 года вёл разведку переднего края и в тылу противника, выявляя систему его огня и заграждений, в перестрелке уничтожил 5 гитлеровцев. 11 ноября 1943 года разведывательная группа во главе с Сивикьяном проникла в тыл врага в селе Еленовка, обнаружила 3 танка и установила район сосредоточения штурмовых орудий, уничтожила 3 гитлеровцев. 22 ноября 1943 года Сивикьян со своим отделением разминировал минное поле противника в районе хутора Вербовый в 10 км северо-западнее посёлка Софиевка Днепропетровской области и лично снял 50 противотанковых мин.
Приказом командующего 46-й армии генерал-лейтенанта Глаголева В. В. от 24.12.1943 года награждён орденом Славы 3 степени.
Младший сержант Сивикьян во главе группы разведчиков 18.01.1944 года проник в расположение врага и в течение 3 суток находился в его тылу, добыл ценные разведданные, выявил наличие сил и средств в районе сёл Новохортица, Червона Перемога, Долговка.
Вот, что записал в своём дневнике Сивикьян:

«Весь день 19 января мы пролежали за железнодорожной насыпью недалеко от станции Долгиевка. Впереди — курган. На скатах много траншей. Установили, что оборона немцев слабее всего левее кургана. Здесь расстояние между окопами 50-60 метров. В каждом окопе — пулемёт или автоматчик. Решили уничтожить пулеметную точку…
Наступила ночь. Мы ползем вперед. Справа и слева от нас в 60 метрах находятся немцы. Зато впереди никого нет. Сильный мороз, а нам жарко. Мерзлый снег шуршит. Хорошо ползти, когда стреляют. Недалеко от нас немецкий часовой. Он все время притоптывает, замерз. Пролежали полчаса. Часовой зашел в землянку. Поползли снова. Слева балка. Там много землянок, автомашин, сильная охрана. Со всех сторон тянутся сюда телефонные провода. Ясно, здесь — штаб. Отползли в сторону на 200—300 метров и по прошлогоднему подсолнуховому полю пошли во весь рост. Видим деревню Ново-Кортица. Скоро заря. Нужно отыскать ночлег. Зарываемся в сугроб. Один наблюдает, двое отдыхают. Страшно холодно. Весь день 20 января пролежали в снегу.
Наступила долгожданная ночь. Пошел дождь. Идем на Ново-Кортицу. Справа от нас на горизонте горит деревня, слышатся разрывы снарядов. В Ново-Кортице много немцев. Все улицы забиты подводами, техникой. Мы притаились в фруктовом саду. Надо теперь посмотреть, где артиллерия немцев. Идем вдоль фронта, где во весь рост, где ползком. Вот та самая балка, которую мы видели раньше. Обходим её. Ночь. Пора домой. Пошли назад. Передний край немцев. Светятся немецкие ракеты, бьют пулеметы. Как пройти к своим? Кричу: „За мной, ребята!“ Зажигается ракета — останавливаемся, лежим. Потухает ракета — бежим вперед. Застрочили пулеметы — опять вперед! Движемся перебежками, по 5-10 метров, затем ползем 3-4 часа. Над нами зажглась ракета, сзади застрочил пулемет. Ракета потухла — мы опять вперед бегом. Все трое упали в одну яму. Это наши окопы! Задача выполнена! Командир взвода лейтенант И. Я. Носик очень обрадовался, обнимает всех нас, целует».
— 
Приказом командующего 46-й армии генерал-лейтенанта Глаголева В. В. от 7 февраля 1944 года награждён орденом Славы 2 степени.
Командир отделения 674-го отдельного сапёрного батальона 394-й стрелковой дивизии старший сержант Сивикьян 16 апреля 1944 года, действуя в составе передового отряда дивизии, преодолел реку Днестр возле населённого пункта Пуркарь (50 км юго-восточнее города Кишинёв, Молдавия) и 2 суток вёл разведку огневых точек и инженерных заграждений врага.
22.8.1944 года в районе села Плахтиевка, на заднестровском плацдарме проделал 2 прохода в минных и проволочных заграждениях противника, был контужен, но продолжал выполнять боевую задачу.
Указом ПВС СССР от 24.3.1945 года награждён орденом Славы 1 степени. Этим же Указом стал полным кавалером ордена Славы его земляк из Адыгеи Титов, Иван Семёнович.
Участник Парада Победы 1945 года на Красной площади.
В 1950 году старшина Сивикья демобилизован. Вернулся в Майкоп. Работал на заводе дубильных экстрактов «Красный Октябрь» 21 год. Прошёл путь от рабочего до заместителя директора производственного объединения «Дубитель».
Умер 9 мая 1971 года в Майкопе.

## Награды
- Орден Славы I степени
- Орден Славы II степени
- Орден Славы III степени
- Медаль «За победу над Германией в Великой Отечественной войне 1941—1945 гг.»
- юбилейная медаль «Двадцать лет Победы в Великой Отечественной войне 1941—1945 гг.»
- юбилейная медаль «50 лет Вооружённых Сил СССР»
- другие медали

## Память
- Имя Героя высечено золотыми буквами в зале Славы Центрального музея Великой Отечественной войны в Парке Победы г. Москва.
- Похоронен на старом кладбище Майкопа на аллее Славы, на могиле Героя установлен надгробный памятник.